# 白河县各级文物保护单位列表
以下为陕西省安康市白河县各级文物保护单位列表。

## 陕西省文物保护单位
- 卡子黄氏民宅
- 界岭张氏民宅
- 白河商会会馆